# Ivan Santini
Ivan Santini (Zadar, 21 de maio de 1989) é um futebolista croata que atua como centroavante. Atualmente joga pelo NK Osijek.

## Carreira
Ivan Santini começou a carreira no Inter Zaprešić.